# اوماشری
اوماشری (انگلیسی: Umashree؛ زادهٔ ۱۰ مهٔ ۱۹۵۷) هنرپیشه، صداپیشه و سیاستمدار اهل هند است.
وی همچنین برندهٔ جوایزی همچون جایزه ملی فیلم بهترین بازیگر زن شده است.
او در فیلم آبهی، تجربه بازی کرده است.